# 全日本労働総同盟
全日本労働総同盟（ぜんにほんろうどうそうどうめい）
1. 戦前の日本に存在した、労働組合のナショナルセンターの一つ。略称は全総（ぜんそう）[1]。
2. 日本労働組合総連合会（連合）発足以前の日本の労働組合のナショナルセンターの一つ。略称同盟（どうめい）[1]。本項にて記述。

## 沿革

### 結成
1964年11月11日、全日本労働組合会議（全労会議）と全日本労働総同盟組合会議（同盟会議）と日本労働組合総同盟（総同盟）が合流。全日本労働総同盟の結成大会が九段会館で行われた。「自由にして民主的な労働組合」を旗印に、政治的には民社党を支持し、日本社会党を支持する左派路線の日本労働組合総評議会（総評）と対抗した。

### 連合への合流
- 1982年 全日本民間労働組合協議会（全民労協）結成。
- 1987年 全日本民間労働組合連合会（全民労連、旧「連合」）結成。
- 1989年 日本労働組合総連合会（「連合」）結成。

一連の労働運動再編は同盟の路線に沿ったもので、同盟系が連合の主流派となった。同盟は連合結成で左翼・共産主義系の排除を認めさせたため総評は解散し、「自由にして民主的な労働組合」の路線で多数派の連合に合流するか、戦闘的・階級的労働運動の路線に立ち、少数派であっても日本共産党系の全国労働組合総連合（全労連）や社会党左派系の全国労働組合連絡協議会（全労協）で運動を推進するか、どこにも加盟せず中立組合となるのか、いずれかを迫られた。

### 解散後
旧同盟はその後、友愛会議→友愛会→友愛連絡会と後継団体が名称を変更しながら存続していたが、2007年8月31日の友愛連絡会解散をもって、旧同盟の設立から43年の歴史に幕を降ろした。なお友愛連絡会は、政策研究フォーラム（旧民主社会主義研究会議）・民社協会・核兵器禁止平和建設国民会議（核禁会議）への支援を行っていた。

2017年から2018年にかけて民進党が分裂すると、旧総評系労組の組織内議員の大半が立憲民主党に移籍したのに対し、旧同盟系労組の組織内議員は民進党を法的に継承する形で結成された国民民主党に参加した。その後、2020年に国民民主党の一部と立憲民主党が合流した新・立憲民主党とその合流に参加しなかった議員が所属する新・国民民主党に分裂した際は、各労働組合によって支持が分かれた。

## 政策
1. 労使協調。
2. 全国民の中産階級化。
3. 左右の全体主義に反対する。

1と2は、従来の労使の対立路線ではなく、労働者と使用者が協調して企業を繁栄させればパイが増え、労働者の取り分も増えるものと考えてのことだった。使用者も労働運動に譲歩しなければ自分の首を絞めることに気付いており、利潤の公平分配に努めた。結果として厚みのある新中間層が成立し、一億総中流と呼ばれる現象が出現した。自衛隊や原発を容認する姿勢を取り、これらとの関係が深い金属・自動車・電力・繊維などの産業の労働組合が中心となっていた。
3については、右翼全体主義よりも左翼全体主義との対決姿勢を強め、国内にあっては日本共産党打倒のため自由民主党と共闘し、開発独裁を標榜し国民への弾圧を強行した韓国の朴正煕政権や、チリのピノチェト政権も積極的に評価した。
総評がソ連主導の世界労連への加盟に躊躇する一方で、同盟は資本主義国家群の組合で構成される国際自由労連に加盟した。

## 加盟組合
解散時点の加盟組合。総評が官公労が主だったのに対し、同盟は民間労組が主体であった。
- ゼンセン同盟 - 現在のUAゼンセン。
- 全国金属産業労働組合同盟（全金同盟） - ゼンキン連合を経て、現在のJAM。
- 日本自動車産業労働組合連合会（自動車労連） - 日産グループの労働組合で構成しており、1989年に全日産・一般業種労働組合連合会（日産労連）と改称した。同盟の他、自動車総連にも加盟していた。
- 全国造船重機械労働組合連合会（造船重機労連） - 現在の基幹労連。
- 全国電力労働組合連合会（電力労連） - 1993年に電力総連に改組。産別一本化。
- 全日本海員組合（海員組合）
- 全国化学一般労働組合同盟（全化同盟） - 日本化学・サービス・一般労働組合連合（CSG連合）を経て、現在のUAゼンセン。
- 全国交通運輸労働組合総連合（交通労連）
- 全日本郵政労働組合（全郵政） - 郵政民営化以前の郵政省時代には、総評系の全逓信労働組合（全逓）と激しく対立・衝突した。詳細は日本郵政公社労働組合#歴史、全日本郵政労働組合#歴史を参照。
- 全国一般労働組合同盟（一般同盟） - 日本化学・サービス・一般労働組合連合（CSG連合）を経て、現在のUAゼンセン。
- 鉄労友愛会議 - 前身は鉄道労働組合（鉄労）で、1987年に鉄道労連が結成されるとその中の旧鉄労系組合員で構成していた。後に多くの組合員は、JR総連（鉄道労連が分割民営化に際し略称を変更）を離脱した組合と鉄産総連が統合し結成されたJR連合に加入する。
- 国税労働組合全国会議（国税会議）- 現在国公連合傘下。
- 全日本紙パルプ紙加工産業労働組合総連合（紙パ総連合）- 現在の紙パ連合。
- 全国食品産業労働組合同盟（全食品同盟）- 現在のフード連合。
- 三菱自動車工業労働組合（三菱自工労組） - 三菱重工からの自動車事業分離により、1970年に造船重機労連加盟の三菱重工労組より分離して発足[4]。同盟の他、自動車総連にも加盟していた。
- 全日本航空産業労働組合総同盟（航空同盟） - 日本航空グループの労働組合で構成していた。1999年に全日空グループ労協と統合し、航空連合となる。
- 建設産業労働組合同盟（建設同盟） - 建設連合を経て、2014年基幹労連に統合。
- 全国金属資源産業労働組合連合会（資源労連） - 非鉄連合を経て、基幹労連に統合。
- 日本林業労働組合（日林労） - 現在の森林労連。
- 凸版印刷労働組合（凸版労組） - 現在印刷労連傘下で主要組合。
- 全国石炭鉱業労働組合（全炭鉱）
- 全国自治団体労働組合連合（自治労連）
- 社会保険診療報酬支払基金労働組合（基金労組） - 現在は国公連合傘下、政府関係法人労働組合連合（政労連）に加盟。
- 全国石油産業労働組合同盟（石油同盟） - 2002年JEC連合に統合。
- 全国電力検針集金労働組合連絡協議会（検集労連） - 電力総連に改組。
- 日本港湾労働組合同盟（日本港湾）
- 統計労働組合（統計労組） - 連合加盟後、2005年に解散。
- 全国映画演劇労働組合（全映演） - 東宝労組が中心。NHK労連と共に2017年メディア労連を形成。
- 全国民主自由労働組合（全民労）
- 全日本農協職員組合連合会（全国農協連合）

## 歴代会長
- 南波佐間豊（1964年～1968年、全日本海員組合）
- 滝田実（1968年～1972年、全国繊維産業労働組合同盟）
- 天池清次（1972年～1980年、全国金属産業労働組合同盟）
- 宇佐美忠信（1980年～1987年、ゼンセン同盟）